# Euphoresia ludificans
Euphoresia ludificans är en skalbaggsart som beskrevs av Brenske 1901. Euphoresia ludificans ingår i släktet Euphoresia och familjen Melolonthidae. Inga underarter finns listade i Catalogue of Life.